# Wolfgang Rolff
Wolfgang Rolff (Lamstedt, Alemania Federal, 26 de diciembre de 1959) es un exjugador y actual entrenador de fútbol alemán. En su etapa como jugador profesional se desempeñaba como centrocampista. Actualmente es entrenador del Laval United de la segunda división de los Emiratos Árabes Unidos.

## Selección nacional
Fue internacional con la selección de Alemania Federal en 37 ocasiones. Formó parte de la selección subcampeona de la Copa del Mundo de 1986, jugando 2 partidos durante el torneo.

### Participaciones en Copas del Mundo
| Mundial                        | Sede   | Resultado  | Partidos | Goles |
| ------------------------------ | ------ | ---------- | -------- | ----- |
| Copa Mundial de Fútbol de 1986 | México | Subcampeón | 2        | 0     |

### Participaciones en Eurocopas
| Copa          | Sede             | Resultado      | Partidos | Goles |
| ------------- | ---------------- | -------------- | -------- | ----- |
| Eurocopa 1984 | Francia          | Fase de grupos | 2        | 0     |
| Eurocopa 1988 | Alemania Federal | Semifinales    | 3        | 0     |

## Equipos

### Como jugador
| Equipo           | País             | Año       |
| ---------------- | ---------------- | --------- |
| Bremerhaven      | Alemania Federal | 1978-1980 |
| Fortuna Colonia  | Alemania Federal | 1980-1982 |
| Hamburgo         | Alemania Federal | 1982-1986 |
| Bayer Leverkusen | Alemania Federal | 1986-1989 |
| RC Estrasburgo   | Francia          | 1989-1990 |
| Bayer Uerdingen  | Alemania         | 1990-1991 |
| Karlsruher       | Alemania         | 1991-1994 |
| Colonia          | Alemania         | 1994-1995 |
| Fortuna Colonia  | Alemania         | 1995-1996 |

### Como entrenador
| Equipo                              | País                   | Año       |
| ----------------------------------- | ---------------------- | --------- |
| Hamburgo (asistente)                | Alemania               | 1997      |
| Meppen                              | Alemania               | 1997-1998 |
| Stuttgart (asistente)               | Alemania               | 1998      |
| Stuttgart (interino)                | Alemania               | 1998      |
| Bayer Leverkusen (asistente)        | Alemania               | 2000-2001 |
| Selección nacional (asistente)      | Kuwait                 | 2001-2002 |
| Werder Bremen (asistente)           | Alemania               | 2004-2013 |
| Werder Bremen (interino)            | Alemania               | 2013      |
| Selección nacional (asistente)      | Azerbaiyán             | 2014      |
| Eintracht Fráncfort (asistente)     | Alemania               | 2014-2015 |
| Al-Salmiya                          | Kuwait                 | 2015      |
| Hannover 96 (asistente)             | Alemania               | 2016      |
| Shandong Luneng Taishan (asistente) | China                  | 2016-2017 |
| Laval United                        | Emiratos Árabes Unidos | 2020-     |

## Palmarés

### Como jugador

#### Campeonatos nacionales
| Título     | Equipo   | País             | Año  |
| ---------- | -------- | ---------------- | ---- |
| Bundesliga | Hamburgo | Alemania Federal | 1983 |

#### Copas internacionales
| Título                      | Equipo           | Sede                          | Año  |
| --------------------------- | ---------------- | ----------------------------- | ---- |
| Copa de Campeones de Europa | Hamburgo         | Atenas (Grecia)               | 1983 |
| Copa de la UEFA             | Bayer Leverkusen | Leverkusen (Alemania Federal) | 1988 |

### Como segundo entrenador

#### Campeonatos nacionales
| Título           | Equipo        | País     | Año  |
| ---------------- | ------------- | -------- | ---- |
| Copa de Alemania | Werder Bremen | Alemania | 2009 |

#### Copas internacionales
| Título                    | Equipo | Sede             | Año  |
| ------------------------- | ------ | ---------------- | ---- |
| Juegos de Asia Occidental | Kuwait | Ciudad de Kuwait | 2002 |